# Ischnodoris
Ischnodoris är ett släkte av fjärilar. Ischnodoris ingår i familjen plattmalar.
Kladogram enligt Catalogue of Life:
| Ischnodoris | \| \| Ischnodoris chlorosperma \| \| \| \| \| \| Ischnodoris sigalota \| \| \| \| |
|             | \| \| Ischnodoris chlorosperma \| \| \| \| \| \| Ischnodoris sigalota \| \| \| \| |
|             | Ischnodoris chlorosperma                                                          |
|             |                                                                                   |
|             | Ischnodoris sigalota                                                              |
|             |                                                                                   |